# Основание ножки мозга
Основание ножки мозга (лат. pes pedunculi), оно же основание мозга (crus cerebri) — это передняя и самая нижняя часть ножки мозга. В основании ножек мозга проходят нисходящие двигательные нервные волокна.
В некоторых старых книгах по анатомии к основанию мозга (или основанию ножек мозга) причислялась вся или практически вся (за исключением самой верхней части — покрышки среднего мозга, или за исключением верхней и средней части — то есть покрышки и чёрной субстанции) ножка мозга. В других же книгах эти термины употреблялись как эквивалентные и взаимозаменяемые. В третьих источниках основание ножки мозга никак не выделяли из ножки мозга, и использовали исключительно термин «ножка мозга». В настоящее время, однако, принято выделять из ножек мозга их основание, и называть «основанием ножки мозга» лишь самую нижнюю и переднюю часть соответствующей ножки мозга, состоящую из белого вещества и пропускающую через себя аксоны восходящих и нисходящих нервных путей.

## Дополнительные изображения

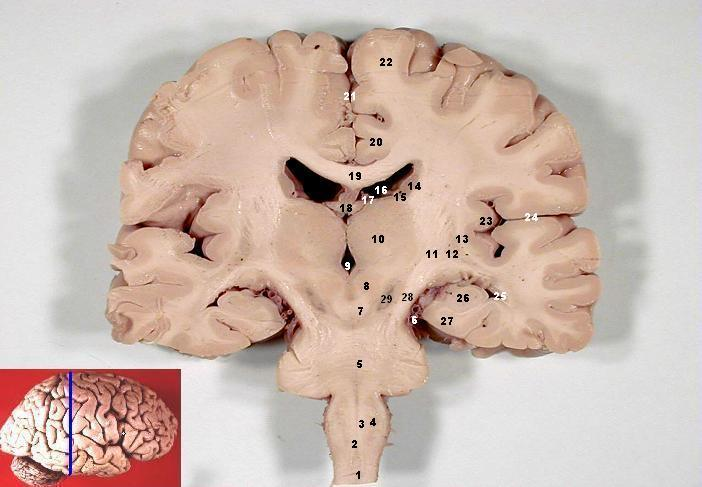
Фронтальный (корональный) разрез головного мозга человека.